# Paionien

Paionia med dess olika stammar

Paionien (Antik grekiska, Παιονία) var ett område som beboddes av de paioniska stammarna. Vilka områden som omfattade Paionien är fortfarande oklart, men man vet att det låg i dagens Makedonien och Bulgarien med floden Vardar i centrum. Paionien låg norr om Kungariket Makedonien, vilket motsvarar dagens grekiska provins Makedonien, och sydost om Dardanien, vilket motsvarar dagens Kosovo. I öst bodde thrakerna, i väst och söder illyrierna. 

## Befolkningens ursprung
Det har spekulerats ifall paionerna var thraker, eller av blandat thrakiskt eller illyiskt ursprung. Paionerna blev senare helleniserade som många andra stammar på Balkan. Lingvister har pekat ut de paioniska språken som ett språk besläktat med thrakiska och illyriska eller möjligen ett blandspråk mellan dessa. Flera av de östliga paioniska stammarna, bland annat agrianerna, låg inom thrakiskt inflytande. Enligt en grekisk legend var de teukritiska kolonister från Troja. Homeros berättar om paionerna i Iliaden (bok II, rad 848) att de deltog i kriget i Troja på trojanernas sida, men han nämner inte ifall de är släkt med trojanerna.
I grekisk mytologi sägs det att paionierna fick sitt namn ifrån Paion, son till Endymion.

## Paioniens äldre historia
Före Dareios I regeringstid sträckte sig Paionien långt österut, till Perinthua i Thrakien vid Marmarasjön. På den tiden var området en vasallstat till den persiska kungen. Då Xerxes I korsade Chalkidike på sin väg mot Therma (senare omdöpt till Thessaloniki) sägs det att han marscherade genom hela området till Paionien. De ockuperade hela dalen Axios (idag Vardar) så långt som till Strobi. Efter persernas förlust mot Alexander den store fick Paionien sin självständighet tillbaka. När Makedoniens makt växte, och trycket ifrån de thrakiska stammarna norrut ökade, minskade dock paioniernas makt.

Paioniska stammar

## Kungadömet Paionien
Under äldre tider var huvudsätet för de paioniska kungarna Bylazora (idag Veles i Makedonien) vid floden Axios. Senare flyttade man huvudsätet till Stobi (dagens Gradsko, Nordmakedonien). En tid därefter växte de olika stammarna samman till ett kungadöme centrerat till de centrala och övre floddeltana vid floderna Vardar och Struma. De slog sig tillsammans med illyrerna och bildade det mest folkrika området norr om Makedonien. Illyrerna, som hade en tradition inom piratverksamhet, hade skurits av inom flera handelsrutter. Därför attackerade de det nordliga försvaret i Makedonien i ett försök att lägga det under sig. Under åren 360–359 f.kr deltog vissa paioniska stammar i erövringen av Makedonien som stöd till illyrerna.
Den makedonska kungafamiljen störtades när Perdikkas III dödades, men när hans bror, Filip II av Makedonien, grep makten reformerade han armén med falanger och stoppade både den illyriska invasionen och det paioniska angreppet. År 358 f.kr fortsatte Filip II sitt krig mot paionierna med att tåga in djupt i Paionien med en stor här. Detta angrepp försvagade det paioniska kungadömet som då styrdes av kung Agis. En omfattande hellenisering påbörjades, som dessutom enade de grekiska enklaver som sedan tidigare legat innanför Paionien. En paionisk kontingent deltog i Alexander den stores här.
Under den tid då perserna invaderade hade paionerna i söder vid floden Struma erövrats medan de i norr fortfarande behållit sin självständighet. Dottern till Audoleon, en av paioniska kungarna, var hustru till Pyrrhos, kung av Epirus, och Alexander önskade att lova bort sin syster Kynane till Langaros, kung av agranierna, som hade visat sig lojal till Alexander den stores far, Filip II. Alexanders mor tillhörde den grekiska stammen molossier, som härskade i Epirus men som även styrde de paioniska kungarna.

## Kultur
Paionerna bestod av ett flertal oberoende stammar som till sist enades under en och samma kung. Lite är känt om deras seder och kultur. De tillbad Dionysos under namnet Dyalos eller Dryalos, och historikern Herodotos nämner att thrakiska och paioniska stammar offrade till drottning Artemis. De dyrkade solen genom att en liten rund skiva placerades i änden på en stolpe. Författaren Athenaios antyder ett språkligt släktskap med befolkningen i Mysien. De få lämningar som finns kvar av paioniska språket räcker inte för att bedöma. De drack öl bryggt på korn och rester från växter och örter. Landet var rikt på guld och bitumen, en sten som fattar eld i kontakt med vatten.
De paioniska kungarna präglade mynt från Filip II:s tid och framåt och kunganamnet skrevs på grekiska. Alla namnen på kungarna som bevarats till idag är också skrivna på grekiska: Agis, Ariston, Audoleon, Lycceios, etc, och är något som kopplingen till illyrerna eller thrakerna svårt att förklara.
Kvinnorna var kända för sin flit. Herodotos berättar (v. 12) att Dareios I hade vid Sardes sett en vacker paionisk kvinna som bar en kruka på sitt huvud, samtidigt som hon ledde en häst och spann lin, allt det på samma gång, och då frågade han vem hon var. Efter att han blivit informerad om att hon var paionisk, sände Dareios I instruktioner till Megabazos, befälhavaren i Thrakien, om att deportera två paioniska stammar utan nåd till Asien. En inskription hittad 1877 vid Olympia på basen av en staty, hävdar att statyn var rest av paionerna till ära till deras kung och grundläggare Dropion. En annan kung med namn Lypperios har hittats på ett fragment av en inskription i Aten och handlar om ett avtal om en allians. Denna Lycceios eller Lycpeius är utan tvivel samma man som man funnit på paioniska mynt.

## Nedgång
År 280 f.Kr. invaderade galler som plundrade under Brennus i Paionien som dessutom ytterligare pressades av dardanier. Paionierna hade inget annat val än gå samman med makedonierna. Trots deras samlade ansträngningar besegrades deras härar. Paionien konsoliderades snart igen men 217 f.Kr lade den makedonska kungen Filip V (239 f.Kr.-179 f.Kr) regionerna Paionien och Dardanien under sig. Runt 70 år senare, år 168 f.Kr., erövrade en romersk legion Makedonien. Paionien vid Axios utgjorde nu andra och tredje distriktet i den romerska provinsen Macedonia. Århundradena senare under kejsar Diokletianus blev Paionien och Pelagonien en egen romersk provins, Macedonia Secunda eller Macedonia Salutaris. Vid mitten av 400 e.Kr hade emellertid paionerna förlorat sin ursprungliga identitet och begreppet Paionien var nu endast ett geografiskt identifikationsnamn.